# Замкнена екосистема

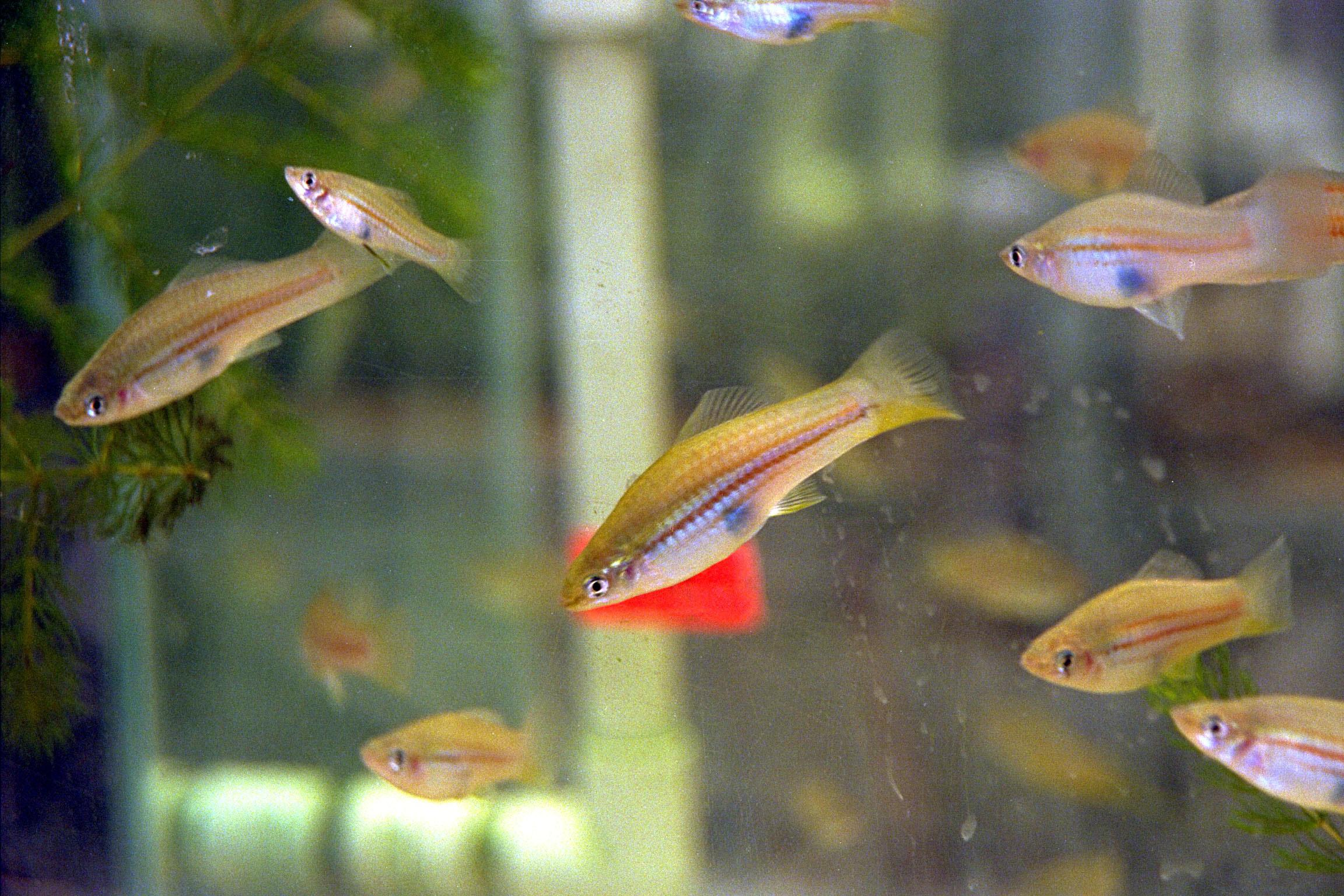
Рибки з замкненої екосистеми на борту Space Shuttle (місія STS-90)

Замкнена екосистема — екосистема, яка не передбачає будь-якого обміну речовин із зовнішнім середовищем.
Термін найчастіше використовує для опису рукотворних екосистем відносно малого масштабу. Такі системи мають науковий інтерес і можуть потенційно служити у якості систем життєзабезпечення під час космічних польотів, на космічних станціях і у космічних поселеннях.

## Принципи функціонування
У замкнених екосистемах будь-які відходи життєдіяльності одного біологічного виду повинні бути утилізовані як мінімум одним іншим видом. Відповідно, якщо ставити мету підтримання життя людини, то всі відходи життєдіяльності людини повинні бути у кінцевому результаті видозміненні у кисень, поживні речовини і воду.
Замкнена екосистема повинна мати у своєму складі як мінімум один автотрофний організм. Незважаючи на те, що використання хемотрофів також має потенціал, на даний момент практично всі замкнені екосистеми засновані на фототрофах, таких як зелені водорості.

## Приклади

### Великий масштаб
- Биосфера-2

### Середній масштаб
- MELiSSA, БИОС-3, "Юэгун-1"

### Малий масштаб
- Герметичний акваріум із спеціально підібраними параметрами.
- Екосистема у пляшці.[1][2]